# Loxodida
Ordre
Les Loxodida  sont un ordre de Ciliés de la classe des Karyorelictea.

## Liste des familles
Selon GBIF (12 avril 2023) :
- Cryptopharyngidae Jankowski, 1980
- Kentrophoridae Jankowski, 1980
- Loxodidae Bütschli, 1889
- Wilbertomorphidae Xu, Li, Song & Warren, 2013

## Systématique
Le nom valide de ce taxon est Loxodida Jankowksi, 1980.